# 淑明女子大学校
淑明女子大学（スンミョンじょしだいがっこう、朝鮮語: 숙명여자대학교、英語: Sookmyung Women's University）は、大韓民国の私立大学である。ソウル特別市龍山区に本部を置く。

## 年表
- 1912年 - 財団法人淑明学院設立。淵澤能恵が理事となる。
- 1935年 - 小田省吾が校長となる。
- 1938年 - 淑明女子専門学校として設立される。
- 1948年 - 淑明女子大学となる。
- 1955年 - 総合大学へ昇格。
- 1995年 - 創学100周年の2006年を目指した総合発展計画を樹立、第2創学を宣言。
- 2003年 - ルネサンスプラザを造り上げたことで、第2創学キャンパス完成。
- 2005年 - 2020年まで「世界最高のリーダーシップ大学」を創り上げるという「SM VISION 2020」を宣布。
- 2007年 - 「Sリーダーシップ」を宣布。

## キャンパス
淑明女子大学のキャンパスは、本キャンパスと第2創学キャンパスで成り立っている。
1995年の第2創学宣言により誕生した第2創学キャンパスは、淑明リーダーシップの文化的基盤である。特にルネサンスプラザは、様々な文化活動を支援する淑明を代表するもう一つのランドマークである。1998年に無線LANサービスを韓国の大学で初めて実施し、2002年には個人のモバイルを通じて一人一人に合った情報を知らせるサービス、クレジット決済サービスを提供できるシステムを実現させた。

## 教育特徴
リーダーを送り出すための様々なプログラムを先駆的に運営している。特に、専門的な女性リーダー育成のために、リーダーシップ教養学部及び連携専攻プログラムを運営している。さらに、海外の姉妹大学との交換留学生プログラムを全世界22ヵ国140ヵ校とともに運営している。また、海外の交流大学でそれぞれの学士または修士を同時に修得できる人材養成プログラムを運営している。
リーダーシップ教養学部
リーダーシップ特性化大学としてSリーダーシップ（後述）の基礎を強化させるために、1年生全員がリーダーシップ教養学部に所属、14単位を履修することで、リーダーシップを育てている。ここにはリーダーシップ能力向上のための淑明リーダーシップと、実際のリーダーシップ能力を体験できるリーダーシップ特別講義が含まれている。
メンタープログラム
成功的な社会進出と各分野の専門職種に要求される職務核心能力を養うために、メンタープログラムを活性化させており、幅広い産学の協力をなすことによって様々な経歴や現場研修の機会を提供するなど、生涯活かせる実質的な教育システムを運営している。
複数学位制度
「世界的女性指導者」を養成するために、海外の交流大学でそれぞれの学士または修士を同時に修得できる人材養成プログラム。韓国で初めてアメリカと中国の大学と学部・大学院の複数学位制度を試み、世界的な人材養成機関として位置づけてられている。

### Sリーダーシップ
Sリーダーシップは、21世紀を先導するリーダーの養成という淑明の意思が具体的に反映されて誕生したブランドである。Sリーダーシップは、文化・教養知識を基にどのような状況でも問題を解決できる問題解決能力と専門的・実用的知識を持った創造的な知識(Spirit)、デジタル技術・語学能力・コミュニケーション能力を持った未来型技術(Skill)、奉仕・思いやり・協同・信頼を持った奉仕的な精神(Service)、健康な身体・健康な精神を持った健康な心身(Strength)を基盤とした21世紀未来型リーダーシップである。

## 学部・大学院

### 学部
- 文科大学
  - 韓国語文学部
  - 歴史文化学科
  - フランス言語・文化学科
  - 中語中文学部
  - ドイツ言語・文化学科
  - 日本学科
  - 文献情報学科
  - 文化観光学部
    - 文化観光学専攻
    - ル・コルドン・ブルー外食経営専攻

  - 教育学部
- 理科大学
  - 化学科
  - 生命システム学部[注釈 1]
  - 数学科
  - 統計学科
  - 体育教育科
  - 舞踊科
- 工科大学
  - 化工生命工学部
  - ICT融合工学部
    - IT工学専攻
    - 電子工学専攻
    - 応用物理専攻

  - ソフトウェア学部
    - コンピューター科学専攻
    - ソフトウェア融合専攻

  - 機械システム学部
  - 基礎工学部
- 生活科学大学
  - 家族資源経営学科
  - 児童福祉学部
  - 衣類学科
  - 食品栄養学科
- 社会科学大学
  - 政治外交学科
  - 行政学科
  - 弘報広告学科
  - 消費者経済学科
  - 社会心理学科
- 法科大学
  - 法学部
- 経商大学
  - 経済学部
  - 経営学部
- 音楽大学
  - ピアノ科
  - 管弦楽科
  - 声楽科
  - 作曲科
- 薬学大学
  - 薬学部
- 美術大学
  - 視覚・映像デザイン科
  - 産業デザイン科
  - 環境デザイン科
  - 工藝科
  - 絵画科
- 基礎教養大学
  - 基礎教養学部
  - 融合学部
- グローバルサービス学部
  - グローバル協力専攻
  - アントルプルヌールシップ専攻
- 英語英文学部
  - 英語英文学専攻
  - TESL専攻
- メディア学部

### 大学院
- 一般大学院
- 特殊大学院
  - TESOL・国際学大学院
  - 文化芸術大学院
  - 心理治療大学院
  - 人的資源開発大学院
  - 音楽治療大学院
  - 政策大学院
  - 遠隔大学院
  - 教育大学院
  - 経営専門大学院

## 日本の協定校
- 桜美林大学
- 大阪学院大学
- お茶の水女子大学
- 九州工業大学
- 金城学院大学
- 慶應義塾大学
- 甲南女子大学
- 神戸大学
- 上智大学
- 昭和女子大学
- 多摩大学
- 中央大学
- 東京外国語大学
- 広島修道大学
- 広島女学院大学
- 宮崎国際大学
- 明治大学
- 山野美容芸術短期大学
- 横浜国立大学
- 立命館大学
- 立命館アジア太平洋大学
- 早稲田大学
- 椙山女学園大学